# 安娜·格瓦拉
安娜·格瓦拉（西班牙語：Ana Guevara，1977年3月4日—），墨西哥女子田径运动员。她曾代表墨西哥参加2000年和2004年夏季奥林匹克运动会田径比赛，其中2004年奥运会获得一枚银牌。